# 勒科莱德代兹
勒科莱德代兹（法語：Le Collet-de-Dèze，法語發音：[lə kɔlɛ də dɛz]）是法国洛泽尔省的一个市镇，位于该省东南部，属于弗洛拉克区。

## 地理
勒科莱德代兹（44°14'44"N, 3°55'24"E）面积26.47 平方千米，位于法国奧克西塔尼大區洛泽尔省，该省份为法国南部内陆省份，北起上盧瓦爾省和康塔爾省，西接阿韦龙省，南至加尔省，东临阿尔代什省。
与勒科莱德代兹接壤的市镇（或旧市镇、城区）包括：尚博里戈、圣塞西尔当多尔日、圣于连德潘、布拉努-莱塔亚德、拉姆卢兹、圣马丹德布博、圣米歇尔德代兹、圣普里瓦德瓦隆格、旺塔隆昂塞文。

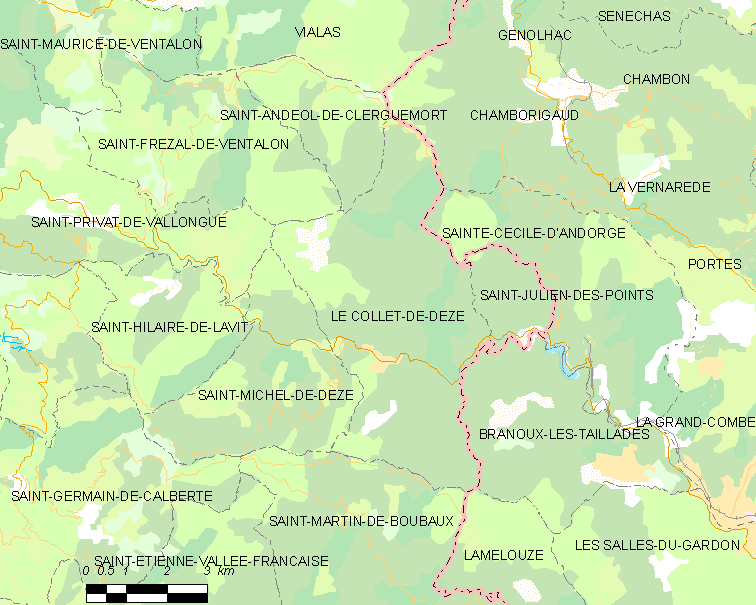
勒科莱德代兹的OSM定位图

勒科莱德代兹的时区为UTC+01:00、UTC+02:00（夏令时）。

## 行政
勒科莱德代兹的邮政编码为48160，INSEE市镇编码为48051。

## 政治
勒科莱德代兹所属的省级选区为勒科莱德代兹县。

## 人口

1962-2008年间勒科莱德代兹人口变化图示

勒科莱德代兹于2022年1月1日时的人口数量为678人。